# Чемпіонат Європи з фехтування
Чемпіонат Європи з фехтування — щорічний турнір, що  Європейською конфедерацією фехтування. Участь у турнірі беруть найкращі фехтувальники Європи і змагаються в олімпійських видах програми (шпага, рапіра, шабля) у особистих та командних першостях. Переможці отримують титул чемпіонів Європи. 

## Історія змагань

### Перші чемпіонати Європи
Перший чемпіонат Європи відбувся у 1921 році в Парижі (Франція). У турнірі взяли участь шпажисти, які змагалися в особистій першості. Першим чемпіоном став француз Люсьєн Годен. У 1922 році відбулися особисті турніри з шаблі та шпаги, причому шаблісти змагалися в Остенде (Бельгія), а шпажисти знову зібралися у Парижі. Спочатку змагання  нерегулярно, і тільки з 1926 року стали проводитися повноцінні турніри в одному місті зі всіх видів зброї. У 1929 році вперше був розіграний і командний турнір — з рапіри серед чоловіків. З цього ж року у чемпіонатах Європи почали брати участь і жінки. Починаючи з 1930 року у рамках чемпіонатів Європи розігрувалися 7 комплектів медалей — у чоловіків в особистій та командній першостях з рапіри, шаблі та шпаги, а також в особистій першості з рапіри серед жі. З 1932 року жінки почали розігрувати і командну першість з рапіри. У цей час чемпіонати Європи фактично перетворилися у чемпіонати світу: у них стали брати участь спортсмени з інших континентів. Це положення справ було офіційно узаконено у 1937 році. З цього часу стали проводитися офіційні чемпіонати світу з фехтування. Пізніше FIE також визнала турніри 1921-1937 років як чемпіонати світу з фехтування.

### Невдале відродження
Спроба відродити самостійні чемпіонати Європи була зроблена на початку 80-х років. У 1981-83 роках відбулися три турніри, у кожному з яких розігрувалися по 4 комплекти медалей: в особистій першості серед чоловіків з рапіри, шаблі та шпаги і серед жі з рапіри. Але ці змагання не змогли привернути всіх найсильніших спортсменів і невдовзі припинили своє існування.

### Новітня історія
На початку 90-х років у міжнародному календарі знову з'явилися змагання під назвою «чемпіонат Європи». І знову це відродження ледь не закінчилося крахом. На перших змаганнях було розіграно 10 комплектів нагород — в особистій та командній першостях з рапіри і шпаги серед чоловіків та жі, а також з шаблі серед чоловіків. Але відразу стало зрозуміло, що такі масштабні турніри проводити ще зарано, і від командних змагань відмовилися. На шести турнірах поспіль розігрувалися медалі тільки в особистій першості. Лише починаючи з 1998 року до програми чемпіонатів Європи знову долучили командні змагання. У теперішній час у рамках цих змагань розігрується 12 комплектів нагород — з рапіри, шаблі та шпаги серед чоловіків та жі в особистій та командній першостях. На даний час турнір завоював авторитет і посів своє місце у міжнародному фехтувальному календарі.
| №      | Рік  | Місце проведення | Країна-господар |
| ------ | ---- | ---------------- | --------------- |
| I      | 1981 | Фоджа            | Італія          |
| II     | 1982 | Медлінг          | Австрія         |
| III    | 1983 | Лісабон          | Португалія      |
| IV     | 1991 | Відень           | Австрія         |
| V      | 1992 | Лісабон          | Португалія      |
| VI     | 1993 | Лінц             | Австрія         |
| VII    | 1994 | Краків           | Польща          |
| VIII   | 1995 | Кестхей          | Угорщина        |
| IX     | 1996 | Лімож            | Франція         |
| X      | 1997 | Гданськ          | Польща          |
| XI     | 1998 | Пловдив          | Болгарія        |
| XII    | 1999 | Больцано         | Італія          |
| XIII   | 2000 | Фуншал           | Португалія      |
| XIV    | 2001 | Кобленц          | Німеччина       |
| XV     | 2002 | Москва           | Росія           |
| XVI    | 2003 | Бурж             | Франція         |
| XVII   | 2004 | Копенгаген       | Данія           |
| XVIII  | 2005 | Залаегерсег      | Угорщина        |
| XIX    | 2006 | Ізмір            | Туреччина       |
| XX     | 2007 | Гент             | Бельгія         |
| XXI    | 2008 | Київ             | Україна         |
| XXII   | 2009 | Пловдив          | Болгарія        |
| XXIII  | 2010 | Лейпциг          | Німеччина       |
| XXIV   | 2011 | Шеффілд          | Велика Британія |
| XXV    | 2012 | Леньяно          | Італія          |
| XXVI   | 2013 | Загреб           | Хорватія        |
| XXVII  | 2014 | Страсбург        | Франція         |
| XXVIII | 2015 | Зальцбург        | Австрія         |

## Медальний залік за всю історію змагань
(після Чемпіонату Європи 2009 року)
| Місце  | Нація           | Золото | Срібло | Бронза | Всього |
| 1      | Росія           | 41     | 36     | 36     | 113    |
| 2      | Італія          | 37     | 24     | 49     | 110    |
| 3      | Угорщина        | 28     | 25     | 34     | 87     |
| 4      | Німеччина       | 24     | 24     | 37     | 85     |
| 5      | Франція         | 20     | 21     | 37     | 78     |
| 6      | Польща          | 15     | 19     | 30     | 64     |
| 7      | Румунія         | 9      | 11     | 19     | 39     |
| 8      | Україна         | 7      | 9      | 16     | 32     |
| 9      | Австрія         | 3      | 5      | 10     | 18     |
| 10     | Швейцарія       | 3      | 3      | 5      | 11     |
| 11     | Білорусь        | 2      | 3      | 3      | 8      |
| 12     | Іспанія         | 2      | 1      | 3      | 6      |
| 13     | Португалія      | 1      | 1      | 2      | 4      |
| 14     | Азербайджан     | 1      | 0      | 3      | 4      |
| 15     | Естонія         | 0      | 4      | 4      | 8      |
| 16     | Велика Британія | 0      | 2      | 2      | 4      |
| 17     | Болгарія        | 0      | 2      | 1      | 3      |
| 18     | Бельгія         | 0      | 2      | 0      | 2      |
| 19     | Греція          | 0      | 1      | 1      | 2      |
| 20     | Швеція          | 0      | 0      | 5      | 5      |
| 21     | Чехословаччина  | 0      | 0      | 2      | 2      |
| 22     | Нідерланди      | 0      | 0      | 1      | 1      |
| Всього | Всього          | 193    | 193    | 300    | 686    |

## Виступи збірної України на чемпіонатах Європи
| Чемпіонат        | Всього        | Всього        | Всього        | Чоловіки      | Чоловіки      | Чоловіки      | Жінки         | Жінки         | Жінки         | Шпага         | Шпага         | Шпага         | Рапіра        | Рапіра        | Рапіра        | Шабля         | Шабля         | Шабля         | Місце у заліку |
| Чемпіонат        |               |               |               |               |               |               |               |               |               |               |               |               |               |               |               |               |               |               | Місце у заліку |
| 1981 Фоджа       | у складі СРСР | у складі СРСР | у складі СРСР | у складі СРСР | у складі СРСР | у складі СРСР | у складі СРСР | у складі СРСР | у складі СРСР | у складі СРСР | у складі СРСР | у складі СРСР | у складі СРСР | у складі СРСР | у складі СРСР | у складі СРСР | у складі СРСР | у складі СРСР | у складі СРСР  |
| 1982 Медлінг     | у складі СРСР | у складі СРСР | у складі СРСР | у складі СРСР | у складі СРСР | у складі СРСР | у складі СРСР | у складі СРСР | у складі СРСР | у складі СРСР | у складі СРСР | у складі СРСР | у складі СРСР | у складі СРСР | у складі СРСР | у складі СРСР | у складі СРСР | у складі СРСР | у складі СРСР  |
| 1983 Лісабон     | у складі СРСР | у складі СРСР | у складі СРСР | у складі СРСР | у складі СРСР | у складі СРСР | у складі СРСР | у складі СРСР | у складі СРСР | у складі СРСР | у складі СРСР | у складі СРСР | у складі СРСР | у складі СРСР | у складі СРСР | у складі СРСР | у складі СРСР | у складі СРСР | у складі СРСР  |
| 1991 Відень      | у складі СРСР | у складі СРСР | у складі СРСР | у складі СРСР | у складі СРСР | у складі СРСР | у складі СРСР | у складі СРСР | у складі СРСР | у складі СРСР | у складі СРСР | у складі СРСР | у складі СРСР | у складі СРСР | у складі СРСР | у складі СРСР | у складі СРСР | у складі СРСР | у складі СРСР  |
| 1992 Лісабон     | 0             | 0             | 0             | 0             | 0             | 0             | 0             | 0             | 0             | 0             | 0             | 0             | 0             | 0             | 0             | 0             | 0             | 0             | -              |
| 1993 Лінц        | 0             | 0             | 0             | 0             | 0             | 0             | 0             | 0             | 0             | 0             | 0             | 0             | 0             | 0             | 0             | 0             | 0             | 0             | -              |
| 1994 Краків      | 1             | 0             | 0             | 1             | 0             | 0             | 0             | 0             | 0             | 1             | 0             | 0             | 0             | 0             | 0             | 0             | 0             | 0             | 4-те           |
| 1995 Кестхей     | 1             | 1             | 1             | 1             | 0             | 1             | 0             | 1             | 0             | 0             | 1             | 0             | 1             | 0             | 0             | 0             | 0             | 1             | 2-ге           |
| 1996 Лімож       | 0             | 0             | 0             | 0             | 0             | 0             | 0             | 0             | 0             | 0             | 0             | 0             | 0             | 0             | 0             | 0             | 0             | 0             | -              |
| 1997 Гданськ     | 0             | 1             | 0             | 0             | 1             | 0             | 0             | 0             | 0             | 0             | 0             | 0             | 0             | 1             | 0             | 0             | 0             | 0             | 6/7-ме         |
| 1998 Пловдив     | 0             | 1             | 0             | 0             | 0             | 0             | 0             | 1             | 0             | 0             | 1             | 0             | 0             | 0             | 0             | 0             | 0             | 0             | 7-ме           |
| 1999 Больцано    | 0             | 0             | 0             | 0             | 0             | 0             | 0             | 0             | 0             | 0             | 0             | 0             | 0             | 0             | 0             | 0             | 0             | 0             | -              |
| 2000 Фуншал      | 0             | 0             | 1             | 0             | 0             | 1             | 0             | 0             | 0             | 0             | 0             | 0             | 0             | 0             | 0             | 0             | 0             | 1             | 13/14-те       |
| 2001 Кобленц     | 1             | 0             | 1             | 1             | 0             | 0             | 0             | 0             | 1             | 1             | 0             | 1             | 0             | 0             | 0             | 0             | 0             | 0             | 5-те           |
| 2002 Москва      | 0             | 0             | 3             | 0             | 0             | 2             | 0             | 0             | 1             | 0             | 0             | 2             | 0             | 0             | 0             | 0             | 0             | 1             | 9-те           |
| 2003 Бурж        | 0             | 1             | 0             | 0             | 1             | 0             | 0             | 0             | 0             | 0             | 1             | 0             | 0             | 0             | 0             | 0             | 0             | 0             | 8/9-те         |
| 2004 Копенгаген  | 1             | 0             | 1             | 0             | 0             | 1             | 1             | 0             | 0             | 1             | 0             | 0             | 0             | 0             | 0             | 0             | 0             | 1             | 4/5-те         |
| 2005 Залаегерсег | 1             | 1             | 3             | 0             | 1             | 1             | 1             | 0             | 2             | 1             | 1             | 2             | 0             | 0             | 0             | 0             | 0             | 1             | 4-те           |
| 2006 Ізмір       | 0             | 2             | 1             | 0             | 1             | 0             | 0             | 1             | 1             | 0             | 0             | 1             | 0             | 0             | 0             | 0             | 2             | 0             | 7-ме           |
| 2007 Гент        | 0             | 1             | 2             | 0             | 0             | 0             | 0             | 1             | 2             | 0             | 0             | 0             | 0             | 0             | 1             | 0             | 1             | 1             | 7-ме           |
| 2008 Київ        | 0             | 1             | 1             | 0             | 0             | 1             | 0             | 1             | 0             | 0             | 0             | 0             | 0             | 0             | 1             | 0             | 1             | 0             | 9-те           |
| 2009 Пловдив     | 2             | 0             | 2             | 0             | 0             | 0             | 2             | 0             | 2             | 0             | 0             | 1             | 0             | 0             | 0             | 2             | 0             | 1             | 3-тє           |
| 2010 Лейпциг     | 1             | 2             | 1             | 0             | 2             | 1             | 1             | 0             | 0             | 0             | 1             | 0             | 0             | 0             | 0             | 1             | 1             | 1             | 4-те           |
| 2011 Шеффілд     | 1             | 1             | 1             | 0             | 0             | 0             | 1             | 1             | 1             | 0             | 0             | 0             | 0             | 0             | 0             | 1             | 1             | 1             | 5-те           |
| 2012 Леньяно     | 1             | 1             | 2             | 0             | 0             | 2             | 1             | 1             | 0             | 0             | 0             | 1             | 0             | 0             | 0             | 1             | 1             | 1             | 4-те           |
| 2013 Загреб      | 1             | 1             | 2             | 0             | 0             | 2             | 1             | 1             | 0             | 0             | 0             | 1             | 0             | 0             | 0             | 1             | 1             | 1             | 5-те           |
| Всього           | 11            | 14            | 22            | 3             | 6             | 12            | 8             | 8             | 10            | 4             | 5             | 9             | 1             | 1             | 2             | 6             | 8             | 11            | 8-ме           |

### Призери в особистих першостях
1994 рік - Першим чемпіоном Європи з фехтування від України став Віталій Агеєв (шпага).

2004 рік - Першою чемпіонкою Європи з фехтування від України стала Наталія Конрад (шпага).

| Місце | Фехтувальник        | Зброя  | Золото | Срібло | Бронза | Всього |
| 1     | Ольга Харлан        | шабля  | 4      | 1      | 0      | 5      |
| 2     | Сергій Голубицький  | рапіра | 1      | 1      | 0      | 2      |
| 3     | Яна Шемякіна        | шпага  | 1      | 0      | 1      | 2      |
| 4     | Віталій Агєєв       | шпага  | 1      | 0      | 0      | 1      |
| 4     | Наталія Конрад      | шпага  | 1      | 0      | 0      | 1      |
| 6     | Володимир Лукашенко | шабля  | 0      | 1      | 1      | 2      |
| 7     | Єва Виборнова       | шпага  | 0      | 1      | 0      | 1      |
| 8     | Сергій Берко        | шабля  | 0      | 0      | 1      | 1      |
| 8     | Дмитро Чумак        | шпага  | 0      | 0      | 1      | 1      |
| 8     | Надія Казмірчук     | шпага  | 0      | 0      | 1      | 1      |
| 8     | Ольга Лелейко       | рапіра | 0      | 0      | 1      | 1      |
| 8     | Олена Хомрова       | шабля  | 0      | 0      | 1      | 1      |
| 8     | Андрій Погребняк    | рапіра | 0      | 0      | 1      | 1      |
| 8     | Галина Пундик       | шабля  | 0      | 0      | 1      | 1      |

### Команди-призери
| Місце | Команда                   | Золото | Срібло | Бронза | Всього |
| 1     | Чоловіча команда зі шпаги | 1      | 2      | 1      | 4      |
| 1     | Жіноча команда з шаблі    | 1      | 2      | 1      | 4      |
| 3     | Жіноча команда зі шпаги   | 0      | 1      | 3      | 4      |
| 4     | Чоловіча команда з шаблі  | 0      | 0      | 2      | 2      |